# 莫阿帕 (內華達州)
莫阿帕（英語：Moapa）是位於美國內華達州克拉克縣的普查規定居民點。

## 歷史
莫阿帕的郵局自1889年營運至今。

## 人口
根據2020年美國人口普查的數據，莫阿帕的面積為46.24平方千米，皆為陸地。當地共有人口1006人，而人口密度為每平方千米21.76人。